# Rafer Johnson
Rafer Lewis Johnson (Hillsboro, 18 agosto 1934 – Sherman Oaks, 2 dicembre 2020) è stato un multiplista e attore statunitense, medaglia d'oro nel decathlon ai Giochi olimpici di Roma 1960.

## Biografia
Nato in Texas, all'età di 9 anni si trasferì con i suoi familiari a Kingsburg, in California, una cittadina abitata per lo più da persone di origine svedese. Divenne l'unica famiglia di origine afroamericana della città. Suo fratello Jimmy Johnson fu membro della Pro Football Hall of Fame.
Nel 1955 ottenne con 7 985 punti il record mondiale del decathlon, migliorando il primato che apparteneva al connazionale Bob Mathias. Divenne così il primo grande decatleta afroamericano.
Rappresentò gli Stati Uniti ai Giochi olimpici estivi di Melbourne 1956, dove vinse l'argento nel decathlon, dietro al concittadino Milt Campbell. La sua prestazione in gara fu condizionata negativamente da un problema fisico.
Quattro anni dopo alle Olimpiadi di Roma 1960 fu alfiere della nazionale e conquistò l'oro al termine di una delle gare più memorabili che si siano disputate nella specialità. La gara vide il continuo alternarsi al comando dei due protagonisti, e compagni di università, lo stesso Johnson e il formosano Yang, l'uno più forte nei lanci, l'altro nei salti e nelle corse. La popolarità della gara fu accresciuta dal fatto che fu abbondantemente descritta, in tutte le sue rocambolesche fasi, nel film La grande olimpiade, documentario ufficiale dei Giochi olimpici di Roma.
A fine carriera Johnson sfruttò la sua popolarità, recitando in alcune pellicole cinematografiche. Fu guardia del corpo di Robert Kennedy; il giorno del suo assassinio, non riuscì a fermare Sirhan Sirhan. Fu il tedoforo finale alle Olimpiadi di Los Angeles 1984.
Morì il 2 dicembre 2020, all'ell'età di ottantasei anni, presso la sua casa nel distretto di Sherman Oaks, a Los Angeles.

## Palmarès
| Anno | Manifestazione      | Sede              | Evento    | Risultato | Prestazione | Note            |
| ---- | ------------------- | ----------------- | --------- | --------- | ----------- | --------------- |
| 1955 | Giochi panamericani | Città del Messico | Decathlon | Oro       | 6 994 p.    |                 |
| 1956 | Giochi olimpici     | Melbourne         | Decathlon | Argento   | 7 587 p.    |                 |
| 1960 | Giochi olimpici     | Roma              | Decathlon | Oro       | 8 392 p.    | Record olimpico |